# كارلوس بيتانكور
كارلوس بيتانكور (بالإنجليزية: Carlos Betancur)‏ مواليد 13 أكتوبر 1989 في كولومبيا، هو دراج كولومبي في صنف سباق الدراجات على الطريق.

## سباقات أو مراحل فاز بها
| التاريخ        | السباق                                       | المركز                                                 |
| -------------- | -------------------------------------------- | ------------------------------------------------------ |
| 01 يناير 2009  | سباق الطريق لأقل من سنة في بطولة العالم 2009 | المركز الثاني                                          |
| 20 يونيو 2010  | طواف إيطاليا للدراجات تحت 23 سنة 2010        | الفائز في التصنيف العام                                |
| 08 أكتوبر 2011 | 2011 طواف إيميليا                            | الفائز في التصنيف العام                                |
| 15 أكتوبر 2011 | طواف لومبارديا 2011                          | التاسع في التصنيف العام                                |
| 14 مارس 2012   | تيرينو ادرياتيكو 2012                        | السابع في تصنيف أفضل شاب، التاسع في تصنيف الجبال       |
| 29 أبريل 2012  | جيرو دي توسكانا 2012                         | المركز الثاني                                          |
| 08 مايو 2012   | أربعة أيام من دونكيرك 2012                   | الثاني في تصنيف أفضل شاب، الرابع في التصنيف العام      |
| 06 أبريل 2013  | طواف إقليم الباسك 2013                       | الخامس في تصنيف النقاط، السابع في التصنيف العام        |
| 17 أبريل 2013  | فليش والون 2013                              | المركز الثالث                                          |
| 21 أبريل 2013  | لييج-باستون-لييج 2013                        | الرابع في التصنيف العام                                |
| 28 أبريل 2013  | طواف روماندي 2013                            | الثالث في تصنيف أفضل شاب                               |
| 26 مايو 2013   | طواف إيطاليا 2013                            | الفائز في ترتيب النقاط للشباب                          |
| 23 فبراير 2014 | طواف هوت فار 2014                            | الفائز في التصنيف العام                                |
| 16 مارس 2014   | باريس-نيس 2014                               | الفائز في التصنيف العام، الفائز في ترتيب النقاط للشباب |
| 14 أبريل 2019  | كلاسيكا بريمافيرا 2019                       | الفائز في التصنيف العام                                |

## روابط خارجية
- كارلوس بيتانكور على موقع الاتحاد الدولي للدراجات (الإنجليزية)
- كارلوس بيتانكور على موقع أرشيف الدراجات (الإنجليزية)
- كارلوس بيتانكور على موقع إحصائيات الدراجات الإحترافية (الإنجليزية)
- كارلوس بيتانكور على موقع نسبة الدراجات (الإنجليزية)
- كارلوس بيتانكور على موقع CycleBase (الإنجليزية)